# Micropoecilia
Genre
Le genre Micropoecilia plusieurs espèces de poissons de la famille des Poeciliidae.

## Liste des espèces
Selon Fishbase:
- Micropoecilia bifurca (Eigenmann, 1909)
- Micropoecilia branneri (Eigenmann, 1894)
- Micropoecilia minima (Costa & Sarraf, 1997)
- Micropoecilia picta (Regan, 1913)